# リュシアン・フェーヴル
リュシアン・ポール・ヴィクトル・フェーヴル（フランス語: Lucien Paul Victor Febvre、1878年7月22日 - 1956年9月27日）は、フランスの歴史学者。

## 略歴
1878年7月22日にフランスのナンシーにて生誕する。パリの高等師範学校在学時（1899年 - 1902年）に、当初歴史学を志すものの文献史料批判に明け暮れる風潮になじめず、文学を学ぶ。卒業後、地理学者ヴィダル・ド・ラ・ブラーシュの影響を受け、再度歴史学研究へ興味を移していった。
1911年に論文『フェリペ2世とフランシュ・コンテ--政治・宗教・社会史研究』を執筆。フランシュ＝コンテ地域圏の歴史を政治・宗教・社会の総体的な位置づけのもとに執筆した論文は高く評価され、学位を取得する。翌1912年にはディジョン大学の教授に就任するが、第一次世界大戦の勃発に伴い、4年間軍役生活を送り教壇から離れる。
アルザス＝ロレーヌがフランスへ帰属した1919年に、ストラスブール大学の教授に就任。1922年に『大地と人類の進化－歴史への地理学的序論－』La Terre et l’Évolution Humaine, Introduction Géographique à l’Histoireを発表し、歴史学と地理学、社会学等の周辺領域の学問の連関を主張、この時期に同僚であるマルク・ブロックと「生きた歴史学」の必要性において意見を交わしている。同書の中でフリードリヒ・ラッツェルを環境決定論者、ブラーシュを環境可能論者と呼び、環境決定論を否定し、環境可能論を正当化しようとした。この本の反響は大きかったが、地理学ではすでに環境決定論から環境可能論への転換が終わっていたので、地理学に与える影響は大きくなかった。
1928年、フェーヴルとブロックは、ベルギーの歴史学者アンリ・ピレンヌに経済史に重点を置いた歴史学誌の発刊を持ちかけるが、意見の一致が見られず計画が頓挫。翌1929年、二人は歴史学誌の創刊を実現し、自身の歴史学における経済学・社会学の重要性の主張をこめ、『経済社会史年報』Annales d'histoire, economique et socialeと名づける。『経済社会史年報』はその後たびたび誌名を変えることとなるため、総称して『アナール』と呼ばれる（アナール学派を参照）。
1933年にはコレージュ・ド・フランスに招聘され、近代文明史の講義を担当する(前掲『大地と人類の進化』訳者飯塚によると歴史地理学講座担当）。その傍ら、『アナール』での執筆、書評に力を注ぎ、宗教改革やルネサンスを、精神生活・心性・芸術との関連において位置づける、心性史Histoire des mentalitésを提唱する。1939年に勃発した第二次世界大戦において、フェーヴルの研究活動は中断され、ナチス・ドイツへのレジスタンス運動に身を投じていたブロックは銃殺されてしまう（1944年）。
しかし、フェーヴルの情熱は衰えず、戦後も『アナール』に拠った活動を続け、フェルナン・ブローデルなどの歴史家へ活動の場所を提供し、活発に議論を交わした。晩年は高等研究実習院の第六部門（経済および社会）の創設に携わり、歴史学および周辺領域の学問の研究促進に寄与した。
1956年9月27日、フェーヴルはブルゴーニュ地方のサンタムールにて、2つの大戦を生き抜き、歴史学に改革を起こした78年の生涯を閉じる。

## フェーヴルの歴史学の特色
- 文献史料主義への批判
ランケにより確立された、政治史・外交史を文献に基づき厳密に再現する歴史学（「歴史は文献で作られる」）を無味蒙昧な方法（「生命を欠いたオウム返しの歴史」）と批判。統計学、地理学、経済学等を取り入れた社会学的手法を取り入れ、文献史料の意義を問い直し、「生きた歴史学」を主張した。また、古文書等の文献史料のみならず、詩・絵画・戯曲・考古学的史料なども、広義において史料と位置づけられることを強調した。
- 学際性の提唱
農業史、技術史、出版史などのテーマ史において、周辺領域の学問との連携が必要であると主張した。経済史においては政治史のみならず、貨幣価値の変遷を重視し、統計学的手法を取り入れた。上記のように絵画・文学を史料として用いる場合は芸術学・心理学・文学の手法を用いるなど、テーマに応じ他の学問の手法を柔軟に援用し、対象となる時代の「心性」を包括的に位置づけるよう主張した。
- テーマ史・問題史の提唱
自己の問題意識から出発し、様々な史料から得られた仮説を組み立てつつ、対象のテーマを掘り下げて再構成する、テーマ史または問題史を提唱した。この姿勢は19世紀のランケが、ドイツ統一のナショナリズムの気運の影響下で政治史・外交史・戦争史的側面の強い研究を行っていたのと対照的である。フェーヴルは、2つの大戦を経て、人間の心性の進化や歴史でのその描かれ方に強い疑念を抱いていた。そのため、歴史を「人間を対象とする学問」と定義づけ、歴史家の役割を問題提起を行うことであると規定した。

## 主著 (日本語訳書)
- 原著1922年『大地と人類の進化　歴史への地理学的序論』 飯塚浩二訳（岩波文庫旧版, 1941年[6]）
改訳版：飯塚浩二・田辺裕訳（岩波文庫 上下, 1971-1972年）
- 原著1928年『マルティン・ルター　ひとつの運命』 浜崎史朗訳（キリスト新聞社出版事業部, 2001年）
- 原著1942年『ラブレーの宗教　16世紀における不信仰の問題』 高橋薫訳（法政大学出版局 叢書・ウニベルシタス, 2003年）
- 原著1953年『歴史のための闘い』 長谷川輝夫訳（創文社, 1977年、平凡社ライブラリー, 1995年）
- 原著1958年『書物の出現』 関根素子・宮下志朗・長谷川輝夫・月村辰雄訳（各上下：筑摩書房, 1985年、ちくま学芸文庫, 1998年）
- アラン・コルバン/ジョルジュ・デュビィとの共著『感性の歴史』 大久保康明・坂口哲啓・小倉孝誠訳（藤原書店, 1997年）
- 『フランス・ルネサンスの文明　人間と社会の四つのイメージ 』 二宮敬訳（創文社, 1981年、ちくま学芸文庫, 1996年）
- 『ミシュレとルネサンス　「歴史」の創始者についての講義録』 ポール・ブローデル編、石川美子訳（藤原書店, 1996年）
- 『“ヨーロッパ”とは何か?　第二次大戦直後の連続講義から』 長谷川輝夫訳（刀水書房, 2008年）
- 『叢書『アナール 1929-2010』歴史の対象と方法』（浜名優美監訳、藤原書店, 2010年11月-2011年6月）
　エマニュエル・ル・ロワ・ラデュリ & アンドレ・ビュルギエール（フランス語版）監修

第I巻：1929-1945 「第1章：『アナール』創刊の辞 ― 読者に 1929年」浜名優美訳
　「第2章：歴史学、経済学、統計学 (区分の問題 / 歴史家の方法と経済学者の方法 / 統計学 / 社会階級の問題 ―― 経済的次元からの考察 / 現代の階級 1930年」井上櫻子訳
　「第13章：いかにして往時の感情生活を再現するか ― 感性と歴史　1941年」井上櫻子訳
第II巻：1946-1957 「第4章：ブドウ畑、ワイン、ブドウ栽培者 1947年」井上櫻子訳

## 影響を受けた日本の歴史学者
- 二宮宏之
- 福井憲彦
- 池上俊一